# Accidente aéreo de TAMU en Artigas-Uruguay
El 10 de febrero de 1978 sucedió el accidente aéreo de TAMU en Artigas-Uruguay, cuando un avión Douglas C-47A CX-BJH, operado por la aerolínea militar TAMU en su capacidad de transporte de pasajeros civiles se accidentó segundos después de despegar de la pista de aterrizaje del aeropuerto de la ciudad de Artigas, Uruguay, en un vuelo nacional de pasajeros con destino al Aeropuerto Internacional de Carrasco en Montevideo.
Las 44 personas a bordo fallecieron a consecuencia del accidente (6 tripulantes y 38 pasajeros).
Se trata de la peor tragedia aérea de la aviación uruguaya en su historia y el segundo ocurrido en su territorio actualmente. Es el segundo peor accidente involucrando un DC-3 en el mundo.